# Literatura anglo-llatina
La literatura anglo-llatina és literatura de Gran Bretanya escrita originalment en llatí. Inclou literatura escrita en llatí de parts de la Gran Bretanya que no eren a Anglaterra o de parla anglesa: " Anglo -" s'utilitza aquí com a prefix que significa britànic en lloc d'anglès.

## Autors i estil
Cronistes com Beda (672 / 3–735), amb la seva Historia ecclesiastica gentis Anglorum, i Gildas de Rhuys (vers 500-570), amb el seu De Excidio et Conquestu Britanniae, van ser figures del desenvolupament de la literatura llatina anglesa, principalment eclesiàstica, als segles posteriors a la retirada de l'Imperi Romà cap a l’any 410.
L' obra més important d'Adamnà (627 / 8-704) és la Vita Columbae, una hagiografia de Columba d'Iona, i l'obra supervivent més important escrita a l'Escòcia altmedieval. És una font vital per al coneixement dels pictes, així com una visió de la vida de l'abadia d''Iona d'Iona i dels monjos gaèlics altmedievals. La vida de Columba conté una història que ha estat interpretada com la primera referència al monstre del llac Ness.
Escrita just després o possiblement contemporàniament amb la Vita Columbae d’ Adomnán, la Vita Sancti Cuthberti (cap a 699-705) és la primera peça de l'escriptura llatina de Northúmbria i la primera peça de l'hagiografia llatina anglesa. La Historia Brittonum composta al segle IX s'atribueix tradicionalment a Nennius. És la font més antiga que presenta el Rei Artús com una figura històrica i és la font de diverses històries que van ser repetides i amplificades per autors posteriors.
Al segle X l'estil hermenèutic es va convertir en dominant, però escriptors Conquesta normanda d'Anglaterra com Guillem de Malmesbury el van condemnar com a bàrbar.

### Alt medieval
- Aldhelm (vers 639 - 709)
- Eddius Stephanus
- Vita sancti Wilfrithi
- Alcui de York
- Asser

### Baix medieval
- Orderic Vitalis (1075 - c. 1142)
- Guillem de Malmesbury (c. 1080/1095 - c. 1143)
- Jofre de Monmouth (1100 - c. 1155), Historia Regum Britanniæ
- Joan de Salisbury (vers 1120 - vers 1180)
- Gervase de Tilbury (vers 1150 - vers 1228)
- Giraldus Cambrensis (1146–1243)
- Miquel Scot (1175 - c. 1232)
- Alexandre de Hales (c. 1185 - 1245)
- Roger Bacon (vers 1214 - 1294)
- Joan Duns Escot (c. 1266 - 8 de novembre de 1308)
- Guillem d'Occham (vers 1288 - vers 1348)
- Richard Rolle (vers 1305 - 1349)

### Tard medieval i renaixentista
- John Gower (John Gower, c. 1330 - octubre de 1408), Vox Clamantis
- Thomas More (Thomas More, 7 de febrer de 1478 - 6 de juliol de 1535), Utopia
- George Buchanan (febrer 1506 - 28 setembre 1582)

### Literatura moderna
- Francis Bacon (22 de gener de 1561 - 9 d'abril de 1626), Novum Organum
- John Barclay (28 de gener de 1582 - 15 d'agost de 1621), Argenis
- Thomas Hobbes (Thomas Hobbes, 5 d'abril de 1588 - 4 de desembre de 1679)
- Arthur Johnston (vers 1579–1641)
- John Johnston (1570? –1611)
- John Milton (9 de desembre de 1608 - 8 de novembre de 1674), Defensio pro Populo Anglicano, De Doctrina Christiana
- Isaac Newton, 4 de gener de 1643 - 31 de març de 1727, Philosophiæ Naturalis Principia Mathematica
- Vincent Bourne (1695 - 1747)